# 张炽
张炽（1898年6月4日—1933年4月1日），云南省路南县（石林）路美邑乡人。乳名炳南，字子昌，笔名昌明，化名章阿昌、张阿昌。中国共产党早期人物。

## 生平
在家乡读完私塾后，民国8年（1919年）2月上昆明，考入云南省立第一中学（即今昆明市第一中学）。入学后，被选为学生自治会纠察部执委。五四运动期间，他与杨春兰、段融生、张四维等同学铅印了一份《缘起》的传单，介绍北京学生的反帝爱国运动，散发到本校各班和昆明其他学校。在他们的带动下，省立一中和昆明其它七个中等学校学生都积极响应。6月4日，以昆明中等以上学校学生为基础，学生爱国会和各界群众团体联合召开了昆明1万多人参加的群众大会，一致通过了“支援北京学生运动宣言和要求”，同时发了声援电，会后又举行了声势浩大的示威游行。
民国10年(1921)，张炽亲自主编学生自治会刊物《驱丁声》（丁即丁杰，当时省一中校长），小报揭露丁的罪恶，并代表学生自治会领导全校同学掀起“驱丁”运动。后学校当局与政府逮捕了张炽和解宣，消息传出，学生自治会立即发动全校500多同学，到国民党昆明县政府进行请愿示威。在广大学生的强大压力下，政府最终释放了张炽和解宣。丁杰也只好辞职引退。张炽之后与路南籍学生杨一波、徐景湖联合发起组织了旨在“砥励学行，服务桑梓，传播新文化”的路南旅省同学会。
1923年5月北上，到南京东南大学预科学习。次年夏辗转到北平，并于9月考入北京民国大学政治经济系。在共产党员和先进分子的带动下，张炽参加了“云南旅京学会”和“云南革新社”，参与组织由北京18所大专院校学生组成的“读书会”和“平民教育研究会”的活动。1924年，由姚宗贤、刘平楷（刘少猷）介绍，加入中国共产党。后担任中共国民大学支部、中共北京地委西部委员会的领导工作，受党派遣参加北京国民党市党部工作。在《京报》、《革新》、《云南周刊》等报刊发表文章。并参加组织6月10日北京工人学生支援上海五卅运动的示威游行和罢课斗争。又积极参与发动组织同年11月底反对关税会议，反对北洋军阀，推翻段祺瑞政权，组织国民政府为目标的首都革命斗争。1926年3月18日，他在李大钊领导下，担任游行指挥，组织北京3万多革命群众要求段祺瑞政府拒绝八国最后通牒示威游行。当请愿队伍到达段祺瑞执政府门前广场时，军警开枪向请愿队伍射击，当时死亡47人，伤20余人，张炽本人腹部受了重伤。
1926年5月，中共北方区委派他为特派员，前往大连工作。在大连工作期间他着手改选党团组织的领导，建立了中共大连地委和青年团地委，并兼任大连地委宣传部长。在大连地委领导下组织领导了四·二七大罢工（福岛纺织株式社会、福纺纱厂），经过了一百多天的斗争，罢工取得完全胜利。1926年8月，他被党调回北京，北伐战争开始不久又被党派往广州，他在国民革命军第三军（滇军）政治部工作。1926年云南二六政变后，被派回云南参加组“中共云南省临时工作委员会”。他是省临委的领导成员之一，负责宣传方面的工作，主编《日光》周刊。1927年1月，他和赵琴仙来到路南。召开了有100多人参加的路南县农民协会成立大会，1927年春，蒋介石发动四·一二政变。同年5月11日，云南政府对共产党员、国民党左派和革命群众进行大逮捕。他遂由中共地下党调离云南，转道香港等地到达武汉。后经江西，参加南昌起义，在起义部队中先后担任了师军需主任和参谋长。起义受挫后，他化装潜入香港。1927年10月底，和党组织取得联系，又辗转来到上海，被分配在党中央秘书处工作。1930年春，被调往党中央机关做巡视工作，来往于南京、北京、天津、沈阳、营口、南昌、武汉等地。
1930年五一劳动节期间，张炽在组织上海鲁班路工人集会时，被政府逮捕，以同情共产党赤色分子罪判处5年徒刑，将他送到上海漕河泾监狱，苏州国民党中央军人监狱和南京的中央军人监狱。在狱中，他亲自主办手抄小报《生活》、组织共济会，对杀害恽代英事件，提出联合强烈抗议。1932年淞沪会战爆发后，他在狱中组织冲击队，计划进行越狱暴动，因情况变化没有实现。后因联络交通失事和叛徒出卖，张炽的身份被暴露，1932年冬被判处死刑。1933年4月1日，在南京雨花台被执行死刑。